# سوی فیفی
سوی فیفی (انگلیسی: Sui Feifei؛ زادهٔ ۲۹ ژانویهٔ ۱۹۷۹) بازیکن بسکتبال زن اهل چین بود. وی در بازی‌های المپیک تابستانی ۲۰۰۴ و ۲۰۰۸ شرکت کرده‌است.